# Ветберг
Ветберг (нем. von und Baron Wettberg) — дворянский род.
Принадлежит к древнему курляндскому дворянству.
Члены этого рода в Высочайшем указе и других официальных документах, начиная с 1827 года, именованы баронами.
Определением Прав. Сената, от 28 февраля 1862 года, за курляндской дворянской фамилией фон Ветберг признан баронский титул.

## Описание герба
Щит полурассечен и пересечен. В верхнем правом красном поле половина серебряной крылатой собаки. В верхнем левом серебряном поле коронованная красная голова быка. В нижнем зеленом поле семь красно-серебряных языков пламени (4+3).
Щит увенчан двумя некоронованными дворянскими шлемами. Нашлемники: правый — две зеленых ветви, правая с семью серебряными четырехлепестховыми цветочками, левая — с семью красными; левый — красная, золотом коронованная голова быка, между двумя красными крыльями. Намет красный с серебром.